# Leptopholcus gabonicus
Espèce
Leptopholcus gabonicus est une espèce d'araignées aranéomorphes de la famille des Pholcidae.

## Distribution
Cette espèce est endémique du Gabon.

## Description
Le mâle holotype mesure 6,0 mm et les femelles de 6,2 à 7,0 mm.

## Étymologie
Son nom d'espèce lui a été donné en référence au lieu de sa découverte, le Gabon.

## Publication originale
- Huber, Le Gall & Mavoungou, 2014 : Pholcid spiders from the Lower Guinean region of Central Africa: an overview, with descriptions of seven new species (Araneae, Pholcidae). European Journal of Taxonomy, vol. 81, p. 1-46.